# 어트랙션 (2017년 영화)
《어트랙션》(러시아어: Притяжение)은 2017년 개봉한 러시아의 SF 영화로, 표도르 본다르추크 감독이 연출했다. 후속작은 2020년작 《인베이젼 2020》이다.

## 줄거리
외계 존재 VS 인류! 사상 초유의 우주 전쟁 위기! 막지 못하면 미래는 없다!
어느 날 갑자기 러시아 모스크바 도심 한가운데로 거대한 비행 물체가 추락하고, 외계 존재의 등장에 국가는 비상사태에 돌입한다.
한편 추락 현장에서 가까스로 살아남은 ‘율리아’는 죽은 친구의 복수를 위해 비행 물체에 접근한다. 그 과정에서 다시 한번 위험에 빠진 ‘율리아’는 갑자기 나타난 외계 존재의 도움으로 목숨을 건지게 되고, 그들이 지구에 온 목적이 침략이 아님을 알게 된다.
하지만 시간이 지나도 떠나지 않는 외계 존재에 대한 적대감과 분노가 커져가는 ‘툐마’를 비롯한 사람들은 군대를 조직해 전쟁을 준비하고, ‘율리아’는 미스터리한 존재 ‘하콘’과 함께 일어나서는 안될 전쟁을 막기 위해 결국 나서기로 하는데...
인류의 운명을 건 외계 존재와 인류와의 전쟁 - 일으킬 것인가, 막을 것인가!

## 출연진
- 이리나 스타르셴바움
- 알렉산더 페트로프
- 리날무 카메토프
- 올렉크 멘시코프
- 니키타 쿠쿠쉬킨
- 예브게니 상가지예프
- 안톤즐라 토폴스키